# 겉겨

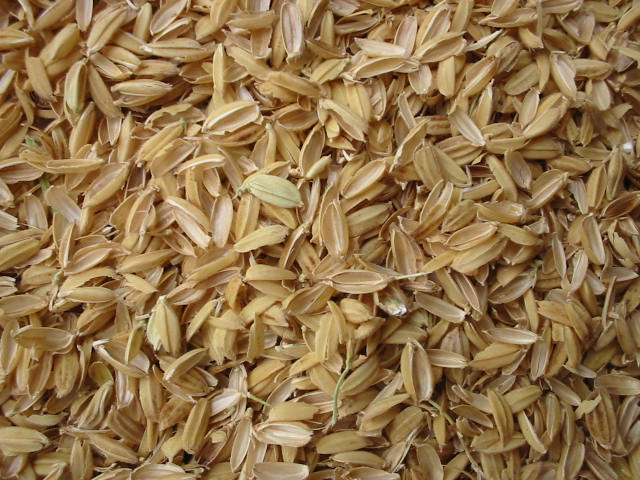
겉겨

겉겨는 곡식의 겉에서 맨 처음 벗긴 굵은 겨이다. 벼의 겉겨는 왕겨라고도 부른다.

## 같이 보기
- 속겨
- 매통
- 탈곡
- 핍쌀